# Sojuz-Apollo
Mise Sojuz-Apollo (rusky Экспериментальный полёт «Аполлон» — «Союз») (označováno především ve východních médiích), či Apollo-Soyuz Test Project (ASTP) (označováno ve především v západních médiích) byl první společný kosmický let Spojených států amerických a Svazu sovětských socialistických republik. Jedná se také o poslední let vesmírné lodi Apollo. Tento let měl velký politický význam. Během letu došlo k plánovanému spojení těchto lodí ve vesmíru.
Program, vycházející z dohody mezi prezidentem USA Richardem Nixonem a předsedou Rady ministrů SSSR Alexejem Kosyginem podepsané v Moskvě 24. května 1972, ukončil éru vesmírného závodu o dobytí Měsíce a začal slibovat mezinárodní spolupráci v kosmických programech obou kosmických velmocí.
Během letu se uskutečnily i vědecké experimenty, jako třeba zastínění lodi Sojuz 19 lodí Apollo CSM-111 a tím vytvoření umělého zatmění slunce a tím pádem, vyfotografování sluneční koróny během tohoto zatmění. Tento let poskytl užitečnou praxi při spolupráci amerických astronautů se sovětskými, dále ruskými, kosmonauty, která se později osvědčila i při programech Shuttle-Mir či Mezinárodní vesmírná stanice.
Mise Sojuz-Apollo byla poslední pilotovanou misí Spojených států amerických před začátkem programu Space Shuttle. Byla to taky poslední mise z programu Apollo, která sice není v tomto programu zahrnuta, ale využívala nástroje používané v tomto programu.

## Příprava
Pro spojení obou lodí byl třeba speciální spojovací modul o hmotnosti 2112 kg ve tvaru válce, který sloužil především jako přechodová komora mezi loděmi, naplněnými odlišnou atmosférou o odlišných tlacích. Lodě Sojuz byly naplněny směsí dusíku a kyslíku při běžném tlaku, lodě Apollo používaly atmosféru čistého kyslíku o sníženém tlaku. Spojovací modul také zajistil kompatibilitu spojovacích uzlů a obsahoval navíc vědeckou aparaturu.
Vyzkoušení všech připravovaných úprav bylo smyslem letu Sojuzu 16 osm měsíců před společným letem.
Členové obou posádek při společném letu měli původně hovořit svým rodným jazykem, ale ještě před letem padlo rozhodnutí, že Američané budou hovořit rusky a Rusové anglicky. Rodilý mluvčí totiž lépe porozumí i neobratnému sdělení ve svém jazyce, naopak cizinec, který se jazyku učí krátce, nemusí rozumět hovorové řeči.

## Posádka

### ASTP Apollo
Kosmická loď ASTP Apollo se spojovacím modulem pro připojení k Sojuzu, který byl umístěný na místě, kde byl při letech Apollo 9 – 17 umístěn lunární modul. Funkce pilota lunárního modulu zde byla nahrazena pilotem spojovacího modulu. V katalogu COSPAR získala označení 1975-066A a byla poslední lodí Apolla ve vesmíru.

#### Posádka
- Thomas Stafford (4) – velitel letu
- Vance Brand (1) – pilot velitelského modulu.
- Donald Slayton (1) – pilot spojovacího modulu

V závorkách je uvedený dosavadní počet letů do vesmíru včetně této mise.

#### Záložní posádka
- Alan Bean (2) – velitel letu
- Ronald Evans (1) – pilot velitelského modulu
- Jack Lousma (1) – pilot spojovacího modulu

V závorkách je uvedený dosavadní počet letů do vesmíru 

#### Podpůrná posádka
- Karol Bobko, Robert Crippen, Robert Overmyer, Richard Truly

Původně měl být pilot velitelského modulu John Swigert, který byl ale nahrazen za Branda, kvůli aféře se známkami při letu Apolla 15, přestože se jí Swigert přímo neúčastnil.

### Sojuz 19
Kosmická loď Sojuz byla vybavená speciálním androgynním stykovacím zařízením. Podle COSPARu získala číslo 1975-065A.

#### Posádka
- Alexej Leonov (2) – velitel
- Valerij Kubasov (2) – technik

V závorkách je uvedený dosavadní počet letů do vesmíru včetně této mise.

#### Záložní posádka
- Anatolij Filipčenko (2) – záložní velitel
- Nikolaj Rukavišnikov (2) – záložní technik

## Průběh letu

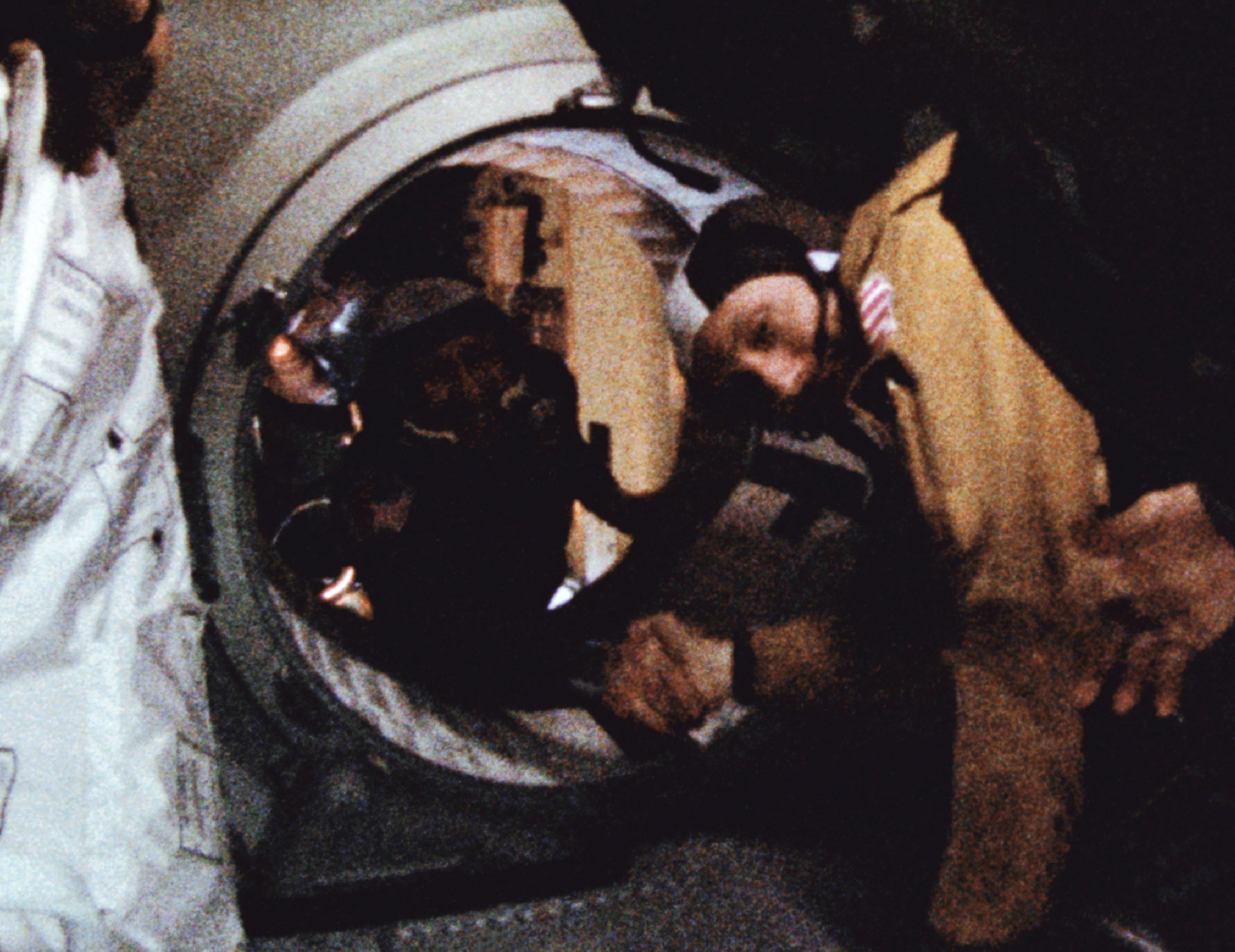
Historické podání ruky mezi Staffordem a Leonovem. Foceno z lodi ASTP Apollo.

Z kosmodromu Bajkonur vystartoval 15. července 1975 Sojuz 19 ve 12:20 světového času (UTC) , kosmická loď Apollo odstartovala z mysu Canaveral přesně v 19:50 UTC. Raketa Saturn IB po startu zamířila k Sojuzu a 17. července 1975 v 16:12:30 UTC byl spojovací manévr úspěšně dokončen asi o šest minut dříve, než se očekávalo. Po spojení vesmírných lodí probíhaly především formální akce, jako například výměna vlaječek mezi posádkami, podepisování dokumentů a televizní přenosy, ale také předání semínek, která byla později zasazena ve dvou zemích.

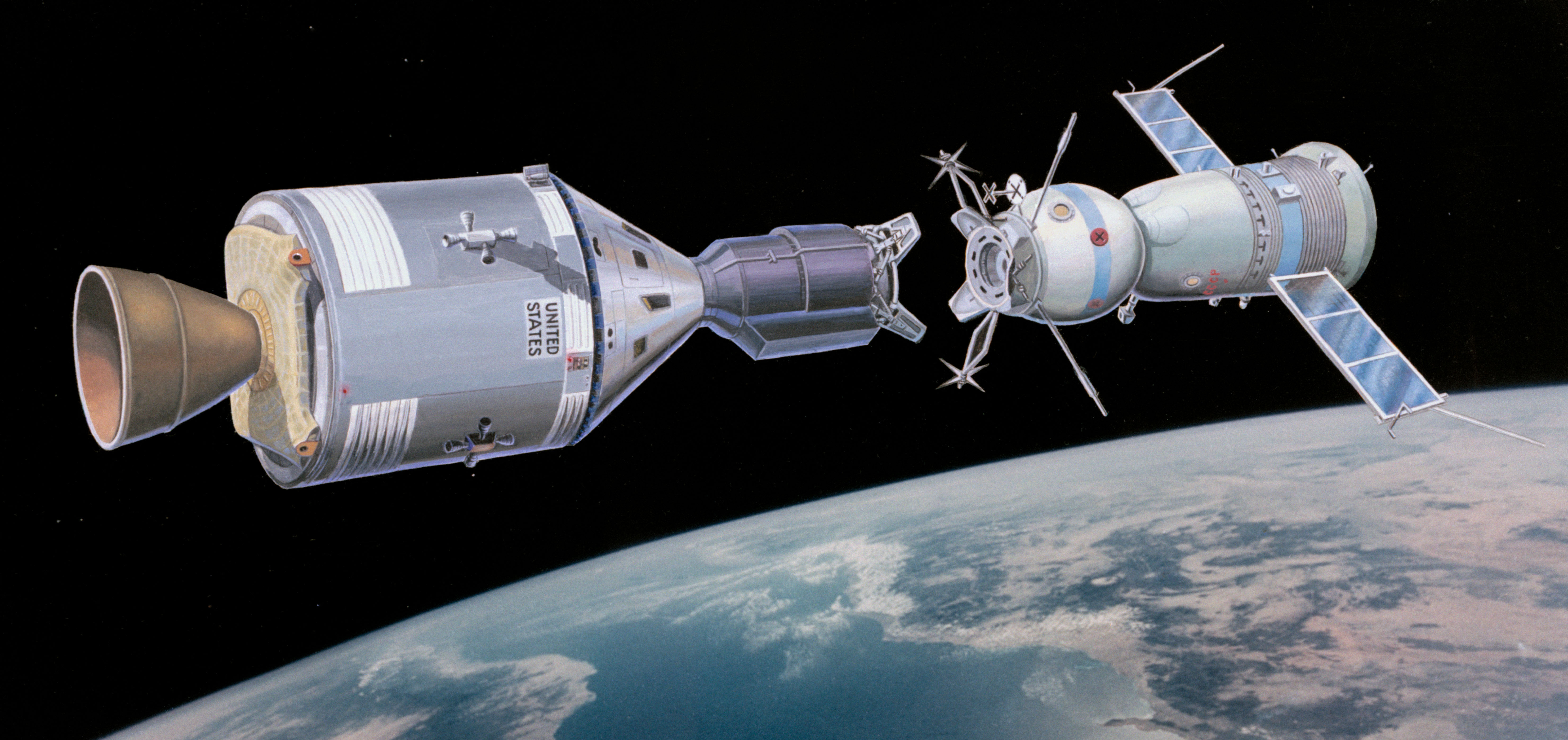
Spojení lodí Sojuz 19 a ASTP Apollo. Představa umělce.

### Experimenty
Apollo se 19. července odpoutalo od Sojuzu a jeho úkolem bylo udělat umělé zatmění Slunce pozorovatelné ze Sojuzu. Apollo se vzdálilo od Sojuzu asi 200 metrů a po pořízení snímků sluneční koróny sovětskými kosmonauty se opět vrátilo zpět, a spojilo se s Sojuzem.
Další experiment, který měl zjistit koncentraci atomového kyslíku a dusíku v kosmickém prostoru, prováděla posádka Apolla, která vysílala ultrafialové paprsky k Sojuzu, na kterém bylo umístěno speciální zrcadlo. Odražené paprsky pak vzdalující se Apollo zachycovalo.

### Přistání
Sojuz po provedení experimentu přistál 21. července v 10:50 na pevnině. Apollo přistálo 24. července ve 21:18 na mořskou hladinu. Mise byla velkým technickým i politickým úspěchem. Jediný vážnější problém se stal kvůli chybě posádky Apolla při sestupové fázi, která způsobila tvrdší přistání na hladině a vnikání škodlivého oxidu dusičitého do kabiny. Kosmonauti se začali dusit, Brand ztratil na chvíli vědomí. Po přistání byli dopraveni na loď New Orleans s pomocí žabích mužů a vrtulníku. Nebyl nikdo zraněn, nicméně posádka musela strávit 14 dní ve vojenské nemocnici v Honolulu na Havajských ostrovech.

## Zajímavosti

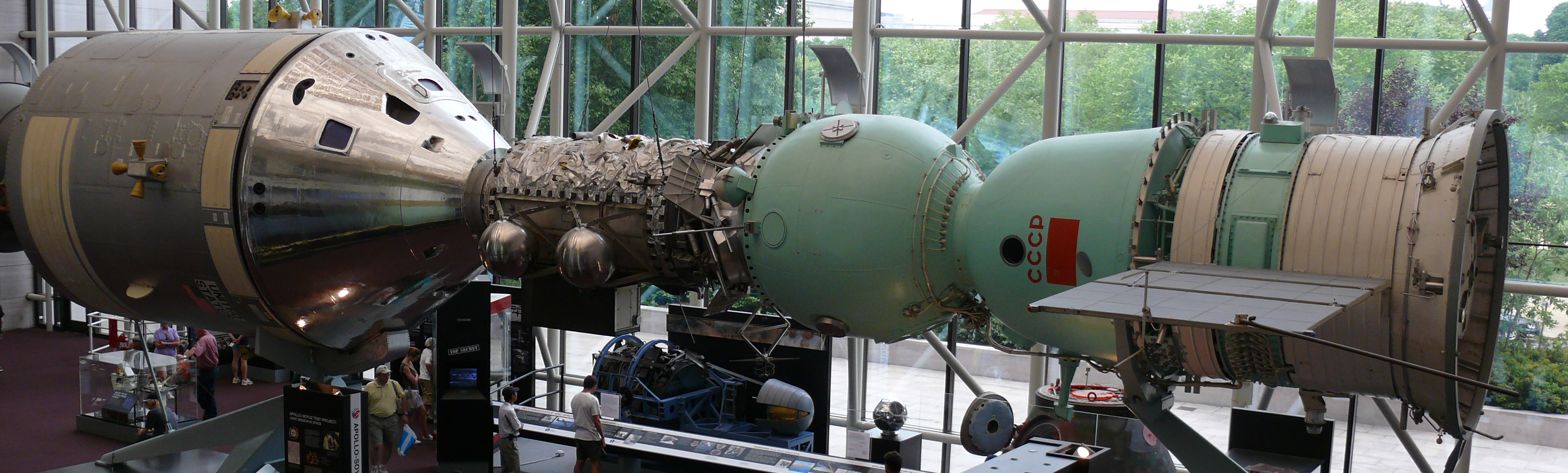
Lodi Apollo a Sojuz na výstavě v National Air and Space Museum

Program Sojuz-Apollo byl částečně inspirován filmem z roku 1968 Marooned, ve kterém je posádka Apolla zachráněna ruskou kosmickou lodí. I když bylo vybavení vyvinuté pro Apollo-Sojuz Test Project pouze na jedno použití, dovolil NASA udržet pilotované lety po skončení letů na Měsíc a k vesmírné stanici Skylab. Protože Saturn IB a velitelský modul Apolla zbyly po zrušení dalších letů na Měsíc, byl Apollo-Sojuz Test Project jedním z nejlacinějších pilotovaných vesmírných programů, který kdy byl uskutečněn.
Historické podání rukou, obou velitelů lodí, se symbolicky odehrálo ve vesmírném prostoru nad řekou Labe. Tedy nad místem, kde si symbolicky podávali ruce američtí a sovětští vojáci, na konci druhé světové války.
Na počest společného letu byla planetka objevená v roce 1977 sovětským astronomem Nikolajem Černychem pojmenována (2228) Soyuz-Apollo.
Na čs. trhu se prodávaly cigarety s filtrem s dvojjazyčným nápisem Sojuz-Apollo a Apollo-Sojuz.

## Znak mise
Znak mise Apollo-Sojuz Test Project nosila americká posádka modrým plátem vlevo, aby se četla Apollo-Sojuz a sovětská posádka červeným plátem vlevo, aby se četla Sojuz-Apollo.